# Heiner Alwart
Heiner Alwart (* 13. September 1951 in Hamburg) ist ein deutscher Rechtswissenschaftler und Autor. Er war Hochschullehrer an der Friedrich-Schiller-Universität Jena.

## Leben
Alwart studierte nach seinem Abitur Rechtswissenschaften und Philosophie in Hamburg und Mainz. Er wurde von der Studienstiftung des deutschen Volkes gefördert. Nach den beiden Juristischen Staatsexamina wurde er 1981 über „Strafwürdiges Versuchen“ zum Dr. iur. promoviert. Im Jahr 1986 schloss er seine Habilitation mit der Schrift „Recht und Handlung“ ab und erwarb die Venia legendi für die Fächer Strafrecht, Strafprozessrecht und Rechtsphilosophie. Er arbeitete an der Universität Hamburg als Assistent bei Eberhard Schmidhäuser, seinem Doktorvater. Im Rahmen eines Heisenberg-Stipendiums forschte und lehrte er 1990/91 an der Universität Basel.
Sodann war er als Staatsanwalt und Professor in Hamburg tätig und nahm darüber hinaus Lehrstuhlvertretungen beziehungsweise Lehraufträge an der Philipps-Universität Marburg, der Ruhr-Universität Bochum und der Humboldt-Universität zu Berlin wahr.
Von 1996 bis 2017 lehrte er als Universitätsprofessor Strafrecht und Strafprozessrecht an der Universität Jena. Von Oktober 2007 bis September 2009 war er der Dekan der rechtswissenschaftlichen Fakultät. In diese Zeit fiel auch das 450-jährige Universitätsjubiläum. Außerdem gehörte er mehrere Jahre dem Senat der Universität an.
Alwart ist Mitglied im Ausschuss Wirtschaftswissenschaften und Ethik im Verein für Socialpolitik.
Im März 2013 wurde Alwart die Ehrendoktorwürde der Ivane Javakhishvili Tbilisi State University (Staatliche Universität Tiflis, Georgien) verliehen. Er engagierte sich über viele Jahre in einem von der VolkswagenStiftung geförderten deutsch-georgischen Strafrechtsprojekt. In diesem Rahmen wurde u. a. die 1. Deutsch-Georgische Strafrechtslehrertagung im Oktober 2011 durchgeführt und eine Festschrift herausgebracht. Alwarts positive Würdigung des georgischen Juristen Merab Turava in einer Festschrift, wurde im Sommer 2025 von zahlreichen Georgiern in einem offenen Brief kritisiert. Alwart wurde dabei Komplizenschaft vorgeworfen. Im Oktober/November 2018 lehrte er als DAAD-Kurzzeitdozent an der Juristischen Fakultät der Hanoi Open University.
Seine Forschungsschwerpunkte liegen heute in dem Bereich der Philosophie und Rechtsphilosophie sowie in der Strafrechtswissenschaft.

## Werke und Herausgeberschaften (Auswahl)
- Strafwürdiges Versuchen. Duncker & Humblot, Berlin 1982, ISBN 3-428-05025-8 (Dissertation).
- Recht und Handlung - Die Rechtsphilosophie in ihrer Entwicklung vom Naturrechtsdenken und vom Positivismus zu einer analytischen Hermeneutik des Rechts. Mohr Siebeck, Tübingen 1987, ISBN 3-16-645142-0 (Habilitationsschrift).
- Zurechnen und Verurteilen. Boorberg, Stuttgart 1998, ISBN 3-415-02418-0.
- Verantwortung und Steuerung von Unternehmen in der Marktwirtschaft. Hampp, München 1998, ISBN 3-87988-330-0.
- Freiheit und Freiheitsverluste in Rechtsregime, Gesellschaft und Wissenschaft (unter Mitarbeit von Amina Hallmann und Katharina Krämer). Mohr Siebeck, Tübingen 2014, ISBN 978-3-16-153702-8 (PDF).
- Deutsch-Georgische Strafrechtszeitschrift – DGStZ (Mitherausgeber). Zweisprachige Onlinezeitschrift, https://www.dgstz.de/de/

## Aufsätze und Beiträge (online)
- Wer schwarz fährt, fährt legal, in: Frankfurter Allgemeine Zeitung (FAZ) Einspruch vom 8. Mai 2019 (einspruch.faz.net)
- Nur scheinbar ein letztes Wort. Die misslungene Anhörung der Beate Zschäpe, in: Legal Tribune Online (LTO) vom 10. Juli 2018 (lto.de)
- Kampf gegen Korruption: Die Zeichen stehen auf Sturm, in: Neue Zürcher Zeitung am Sonntag (NZZ am Sonntag) vom 16. April 2017, S. 56 f.
- Perpetuiertes Unrecht. Zur Kritik der massenhaften Verfolgung von Schwarzfahrern, in: Zeitschrift für Internationale Strafrechtsdogmatik (ZIS) 2016, S. 534 ff. (zis-online.com)
- Die Justiz ist kein Zirkus, in: Frankfurter Allgemeine Zeitschrift (FAZ), Nr. 87 vom 14. April 2016, S. 6
- Notwehr und staatliches Gewaltmonopol, in: Deutsch-Georgisches Strafrechtszeitschrift (DGStZ) 1/2016, S. 9 ff.
- Dürrenmatt – Premiere im DNT Weimar. Gastbeitrag zu „Romulus der Große“, in: Thüringer Allgemeine Zeitung (TA) vom 11. November 2015
- Medienbeute: Wie Fotos den NSU-Prozess verzerren, in: Die Zeit vom 3. Juli 2014, S. 9
- Von Authentizität weit entfernt. Videoübertragung beim NSU-Prozess, in: Legal Tribune Online (LTO) vom 30. April 2013 (lto.de)